# 邦格拉曼杰什沃尔
邦格拉曼杰什沃尔（Bangramanjeshwar），是印度喀拉拉邦Kasaragod县的一个城镇。总人口5636（2001年）。

## 人口
该地2001年总人口5636人，其中男性2763人，女性2873人；0—6岁人口745人，其中男332人，女413人；识字率73.51%，其中男性为79.62%，女性为67.63%。